# Asediul de la Maarat
Asediul orașului Maarat, sau Ma'arra, a avut loc la sfârșitul anului 1098 în orașul omonim, în ceea ce este în prezent Siria, în timpul Primei Cruciade. Este infam pentru un pretinsul canibalism generalizat, afișat de către cruciați.

## Prolog
După ce Cruciații, conduși de Raimond de Saint Gilles și Boemund de Taranto, au asediat cu succes Antiohia, au început un raid în zona de sat înconjurătoare, în timpul lunilor de iarnă. Cruciații au fost inefectivi în evaluarea și protejarea liniile lor de aprovizionare, ceea ce a dus la foamete extinsă și lipsa de echipament adecvat în cadrul armatelor cruciate.

## Moștenire
Albert de Aachen a remarcat că „creștinii nu a dat înapoi de la a mânca nu numai turci sau sarazini uciși, dar chiar și câini târânzi...” („Nam Christiani non solum Turcos vel Sarracenos occisos, verum etiam canes arreptos...”).

## A vedea de asemenea
- Lista masacrelor din Siria